# Mary Rose Museum
El Mary Rose Museum es un museo histórico localizado en los astilleros de la ciudad de Portsmouth, Reino Unido.

## Historia

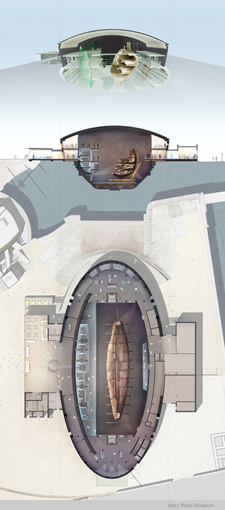
Plano conceptual del nuevo Museo Mary Rose de Wilkinson Eyre Architects

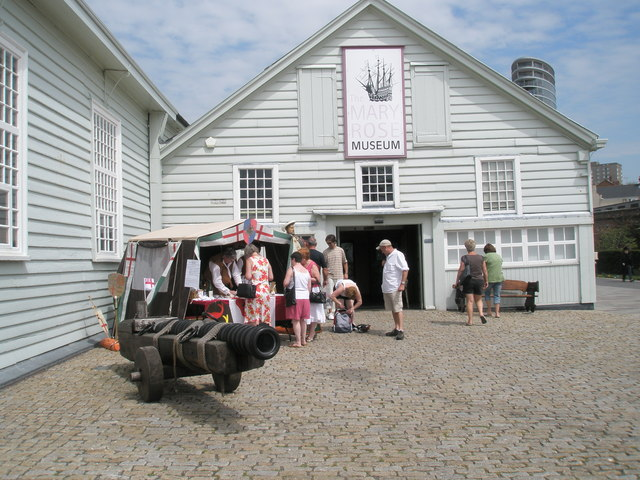
La entrada del antiguo museo en julio de 2008

El museo fue inicialmente abierto en 1984 y exponía artefactos del barco de guerra Mary Rose.
En septiembre de 2009 se iniciaron las obras del nuevo museo que se inauguró a finales de mayo de 2013. El Museo Mary Rose fue diseñado por los arquitectos Wilkinson Eyre, Perkins + Will y construido por la empresa de construcción Warings. El proceso de construcción fue muy complicado, puesto que el museo se construyó sobre el barco y este no fue manipulado en ningún momento para mantenerlo intacto. En 2016, el museo fue cerrado durante 9 meses para una reforma valorada en casi cinco millones y medio de libras para que los visitantes pudieran observar el barco sin necesidad de un muro de cristal que lo cubriese.